# Gaj, Šmarje pri Jelšah
Gaj este o localitate din comuna Šmarje pri Jelšah, Slovenia, cu o populație de 63 de locuitori.